# 레스터 델 레이

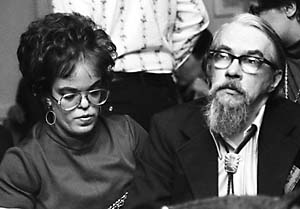
델 레이(右)

레스터 델 레이(Lester del Rey, 1915년 6월 2일~1993년 5월 10일))는 미국의 과학 소설 작가이다. 그는 로봇이야기를 많이 썼는데, 그의 로봇들은 인간미가 넘치고 감동적인 이야기이다. 《도망친 로봇》, 《헬렌 올로이》가 대표적인 작품이다.